# Président du Parlement grec
Le président du Parlement grec est le troisième personnage le plus important de la République hellénique. Il est élu par le Parlement grec parmi ses membres au début de chaque législature. Il dirige et coordonne les travaux parlementaires et assure la présidence des séances.

## Dispositions constitutionnelles

### Statut constitutionnel
L'article 65 de la Constitution prévoit :
- alinéa 2 : « La Chambre des députés élit parmi ses membres son président et les autres membres du Bureau, selon les dispositions du Règlement. »
- alinéa 3 : « Le président et les vice-présidents de la Chambre des députés sont élus au début de chaque législature. [...] Sur proposition de cinquante députés, la Chambre des députés peut censurer son président ou un autre membre du Bureau, ce qui entraîne la fin de son office. »

### Intérim du président de la République
L'article 34 alinéa 1 de la Constitution prévoit : « En cas d'absence à l'étranger pour plus de dix jours, de décès, de démission, de déchéance ou d'un empêchement quelconque du président de la République d'exercer ses fonctions, celui-ci est remplacé provisoirement par le président de la Chambre des députés, et s'il n'y a pas de Chambre, par le président de la dernière Chambre ; si ce dernier refuse ou n'existe plus, l'intérim est assuré par le gouvernement collectivement. »

## Statut
Le statut du président du Parlement hellénique est fixé par les articles 7, 9, 10 et 11 du Règlement du Parlement.

### Élection
L'élection du président du Parlement hellénique est régie par l'article 7 du Règlement du Parlement :
1. L'élection du président a lieu le lendemain de la prestation de serment des députés.
2. Le vote a lieu sans déclaration de candidature et sans débat préalable.
3. Le président du Parlement hellénique est élu par le Parlement parmi ses membres, au scrutin secret, à la majorité absolue de la totalité des députés. Si aucun candidat n'obtient la majorité absolue au premier tour, un second tour est organisé à la majorité relative entre les deux candidats ayant obtenu le plus de voix.
4. Le dépouillement est effectué par trois députés, dont deux députés du premier groupe parlementaire et un député du deuxième groupe parlementaire.
5. Le président élu prend immédiatement ses fonctions.

### Durée du mandat
La durée du mandat du président du Parlement hellénique est régie par l'article 9 du Règlement du Parlement :
1. Le président du Parlement hellénique est élu pour la durée d'une législature.
2. Il conserve ses fonctions après la dissolution du Parlement ou la fin de la législature, et jusqu'à la réunion de la législature suivante.
3. Ses fonctions peuvent prendre fin par une motion de censure du Parlement ou si son incapacité est prononcée.

### Vacance
La vacance de la fonction de président du Parlement hellénique est régie par l'article 10 du Règlement du Parlement :
1. En cas de vacance, un nouveau président du Parlement est élu selon les mêmes modalités pour le reste de la législature.
2. Si l'ensemble du bureau est vacant, un nouveau bureau est élu.
3. Si le président du Parlement est empêché, absent, ou s'il souhaite participer à un débat parlementaire, la séance est présidée par le vice-président qu'il désigne, ou à défaut l'un des vice-présidents dans l'ordre du tableau.

### Compétences
Les compétences du président du Parlement hellénique sont régies par l'article 11 du Règlement du Parlement :
1. Le président du Parlement exerce les attributions qui lui sont confiées par la Constitution, le Règlement du Parlement et la loi, et de manière générale celles qui sont nécessaires à sa fonction.
2. Le président du Parlement dirige et coordonne les activités du Parlement, notamment :
  1. l'organisation des sessions d'été et des commissions parlementaires ;
  2. la direction des questeurs et des secrétaires ;
  3. les relations avec le gouvernement ;
  4. la présidence de la COnférence des présidents.
3. Le président du Parlement assure l'organisation des réunions du Parlement, notamment :
  1. l'application du Règlement ;
  2. l'établissement de l'ordre du jour ;
  3. l'organisation des séances ;
  4. la présidence des séances ;
  5. l'exécution des décisions du Parlement ;
  6. la discipline des députés.
4. Le président du Parlement dirige les services du Parlement.
5. Le président du Parlement est responsable de la sécurité du Parlement.
6. Le président du Parlement informe le président de la République de la composition et l'évolution des groupes politiques.
7. Le président du Parlement assure la représentation judiciaire et extrajudiciaire du Parlement.
8. Le président du Parlement assure la représentation du Parlement auprès des organisations internationales et des Parlements étrangers, et lors des fêtes et cérémonies nationales. Il peut déléguer cette compétence.
9. Le président du Parlement peut confier certaines tâches aux autres membres du bureau.

## Liste des présidents du Parlement grec
| Législature        | Nom                           | Parti | Parti  | Début du mandat   | Fin du mandat     | Voix |
| ------------------ | ----------------------------- | ----- | ------ | ----------------- | ----------------- | ---- |
| Ire législature    | Konstantínos Papakonstantínou |       | ND     | 9 décembre 1974   | 11 décembre 1977  | 217  |
| IIe législature    | Dimítrios Papaspírou (el)     |       | ND     | 12 décembre 1977  | 16 novembre 1981  | 157  |
| IIIe législature   | Ioánnis Alevrás               |       | PASOK  | 17 novembre 1981  | 17 juin 1985      | 170  |
| IVe législature    | Ioánnis Alevrás               |       | PASOK  | 18 juin 1985      | 3 juillet 1989    | 161  |
| Ve législature     | Athanásios Tsaldáris (el)     |       | ND     | 4 juillet 1989    | 20 novembre 1989  | 144  |
| VIe législature    | Athanásios Tsaldáris (el)     |       | ND     | 21 novembre 1989  | 21 avril 1990     | 146  |
| VIIe législature   | Athanásios Tsaldáris (el)     |       | ND     | 22 avril 1990     | 21 octobre 1993   | 151  |
| VIIIe législature  | Apóstolos Kaklamánis (el)     |       | PASOK  | 22 octobre 1993   | 7 octobre 1996    | 165  |
| IXe législature    | Apóstolos Kaklamánis (el)     |       | PASOK  | 8 octobre 1996    | 20 avril 2000     | 154  |
| Xe législature     | Apóstolos Kaklamánis (el)     |       | PASOK  | 21 avril 2000     | 18 mars 2004      | 156  |
| XIe législature    | Ánna Benáki-Psaroúda          |       | ND     | 19 mars 2004      | 26 septembre 2007 | 163  |
| XIIe législature   | Dimítris Sioúfas (el)         |       | ND     | 27 septembre 2007 | 14 octobre 2009   | 158  |
| XIIIe législature  | Fílippos Petsálnikos (el)     |       | PASOK  | 15 octobre 2009   | 17 mai 2012       | 168  |
| XIVe législature   | Výron Polýdoras (el)          |       | ND     | 18 mai 2012       | 28 juin 2012      | 179  |
| XVe législature    | Evángelos Meïmarákis          |       | ND     | 29 juin 2012      | 5 février 2015    | 223  |
| XVIe législature   | Zoé Konstantopoúlou           |       | SYRIZA | 6 février 2015    | 3 octobre 2015    | 235  |
| XVIIe législature  | Níkos Voútsis                 |       | SYRIZA | 4 octobre 2015    | 18 juillet 2019   | 181  |
| XVIIIe législature | Konstantínos Tasoúlas         |       | ND     | 18 juillet 2019   | 28 mai 2023       | 283  |
| XIXe législature   | Konstantínos Tasoúlas         |       | ND     | 29 mai 2023       | 4 juillet 2023    | 270  |
| XXe législature    | Konstantínos Tasoúlas         |       | ND     | 4 juillet 2023    | 16 janvier 2025   | 249  |
| XXe législature    | Nikítas Kaklamánis            |       | ND     | 22 janvier 2025   | En cours          | 247  |